# José Pinheiro Borda
José Pinheiro Borda (Portugal, 28 de setembro de 1897 — Brasil, 25 de abril de 1965), foi um cidadão português que comandou a Comissão de Obras do Estádio Beira-Rio.

## Biografia
José Pinheiro Borda, nasceu em Fão, Esposende, Portugal, chegou ao Brasil em 1929. Em 1957, assumidamente colorado, foi presidente do Conselho Deliberativo, nunca aceitou ser presidente do Sport Club Internacional, mas foi presidente da Comissão de Obras do Estádio Beira-Rio.
Seu maior sonho era ver o Estádio Beira-Rio construído, mas faleceu aos 67 anos de idade, no dia 25 de abril de 1965, porém, no ano seguinte foi inaugurado seu busto em bronze no pátio do Beira-Rio em frente ao portão 1.

## Homenagem
O Estádio Beira-Rio foi inaugurado em 6 de abril de 1969, mas seu nome oficial é José Pinheiro Borda. A homenagem foi uma sugestão do presidente do Inter em 1965 Manoel Braga Gastal. Pinheiro Borda também é o nome de uma avenida no bairro Cristal.